# Campionatul Mondial de Atletism în sală din 2003
A 9-a ediție a Campionatului Mondial de Atletism în sală s-a desfășurat între 14 și 16 martie 2003 la Birmingham, Marea Britanie. Au participat 584 de sportivi, veniți din 132 de țări.

## Sală
Probele au avut loc la National Indoor Arena din Birmingham. Aceasta a fost inaugurată în anul 1991.

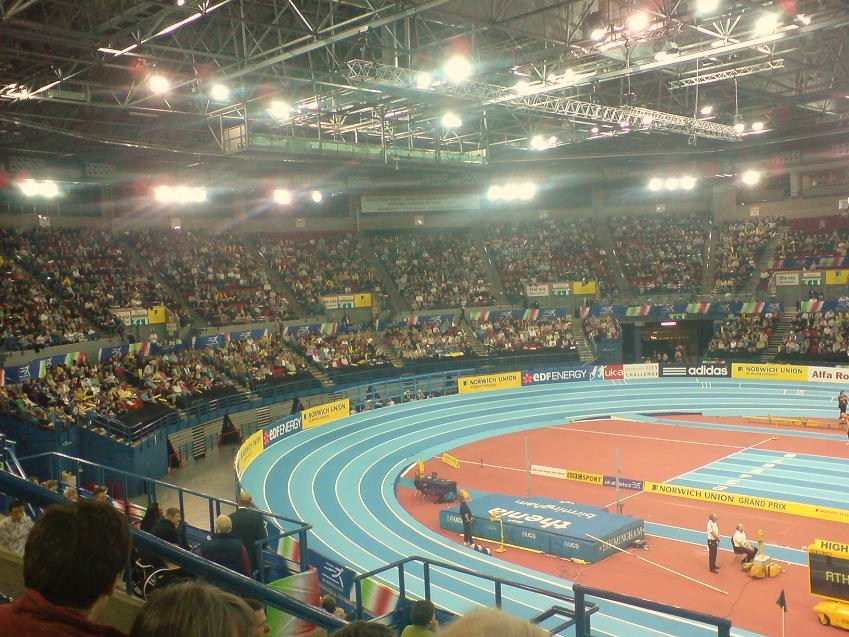
National Indoor Arena din Birmingham

## Rezultate
RM - record mondial; RC - record al competiției; AM - record nord-american; AS - record asiatic; RE - record european; OC - record oceanic; SA - record sud-american; RA - record african; RN - record național; PB - cea mai bună performanță a carierei

### Masculin
| Event                | Aur                                                                                               | Aur        | Argint | Argint  | Bronz | Bronz   |
| 60 m                 | Justin Gatlin (USA)                                                                               | 6,46       | Kim Collins (Saint Kitts and Nevis)                                                                          | 6,53    | Jason Gardener (GBR) | 6,55    |
| 200 m                | Marlon Devonish (GBR)                                                                             | 20,62      | Joseph Batangdon (CMR)                                                                                       | 20,76   | Dominic Demeritte (BAH) | 20,92   |
| 400 m                | Tyree Washington (USA)                                                                            | 45,34      | Daniel Caines (GBR)                                                                                          | 45,43   | Paul McKee (IRL) · Jamie Baulch (GBR)                                                                                             | 45,99   |
| 800 m                | David Krummenacker (USA)                                                                          | 1:45,69    | Wilson Kipketer (DEN)                                                                                        | 1:45,87 | Wilfred Bungei (KEN) | 1:46,54 |
| 1500 m               | Driss Maazouzi (FRA)                                                                              | 3:42,59    | Bernard Lagat (KEN)                                                                                          | 3:42,62 | Abdelkader Hachlaf (MAR) | 3:42,71 |
| 3000 m               | Haile Gebrselassie (ETH)                                                                          | 7:40,97    | Alberto Garcia (ESP)                                                                                         | 7:42,08 | Luke Kipkosgei (KEN) | 7:42,56 |
| 60 m garduri         | Allen Johnson (USA)                                                                               | 7,47       | Anier Garcia (CUB)                                                                                           | 7,49    | Liu Xiang (CHN) | 7,52    |
| Ștafetă 4×400 m      | Jamaica · Leroy Colquhoun · Danny McFarlane · Michael Blackwood · Davian Clarke · Kemel Thompson* | 3:04,21 RN | Marea Britanie · Jamie Baulch · Timothy Benjamin · Cori Henry · Daniel Caines · Mark Hylton* · Jared Deacon* | 3:06,12 | Polonia · Rafał Wieruszewski · Grzegorz Zajączkowski · Marcin Marciniszyn · Marek Plawgo · Artur Gąsiewski* · Piotr Rysiukiewicz* | 3:06,61 |
| Săritura în înălțime | Stefan Holm (SWE)                                                                                 | 2,35       | Iaroslav Râbakov (RUS)                                                                                       | 2,33    | Henadz Maroz (BLR) | 2,30    |
| Săritura cu prăjina  | Tim Lobinger (GER)                                                                                | 5,80       | Michael Stolle (GER)                                                                                         | 5,75    | Rens Blom (NED) | 5,75 RN |
| Săritura în lungime  | Dwight Phillips (USA)                                                                             | 8,29       | Yago Lamela (ESP)                                                                                            | 8,28    | Miguel Pate (USA) | 8,21    |
| Triplusalt           | Christian Olsson (SWE)                                                                            | 17,70      | Walter Davis (USA)                                                                                           | 17,35   | Yoelbi Quesada (CUB) | 17,27   |
| Aruncarea greutății  | Manuel Martínez (ESP)                                                                             | 21,24      | John Godina (USA)                                                                                            | 21,23   | Iuri Bilonoh (UKR) | 21,13   |
| Heptatlon            | Tom Pappas (USA)                                                                                  | 6361       | Lev Lobodin (RUS)                                                                                            | 6297    | Roman Šebrle (CZE) | 6196    |

* Atletul a participat doar la calificări, dar a primit o medalie.

### Feminin
| Event                | Aur                                                                          | Aur     | Argint                                                                      | Argint   | Bronz                                                                        | Bronz   |
| 60 m                 | Angela Williams (USA)                                                        | 7,16    | Torri Edwards (USA)                                                         | 7,17     | Merlene Ottey (SLO)                                                          | 7,20    |
| 200 m                | Muriel Hurtis (FRA)                                                          | 22,54   | Anastasia Kapacinskaia (RUS)                                                | 22,80    | Juliet Campbell (JAM)                                                        | 22,81   |
| 400 m                | Natalia Nazarova (RUS)                                                       | 50,83   | Christine Amertil (BAH)                                                     | 51,11    | Grit Breuer (GER)                                                            | 51,13   |
| 800 m                | Maria Mutola (MOZ)                                                           | 1:58,94 | Stephanie Graf (AUT)                                                        | 1:59,39  | Mayte Martínez (ESP)                                                         | 1:59,53 |
| 1500 m               | Regina Jacobs (USA)                                                          | 4:01,76 | Kelly Holmes (GBR)                                                          | 4:02,66  | Ekaterina Rozenberg (RUS)                                                    | 4:02,80 |
| 3000 m               | Berhane Adere (ETH)                                                          | 8:40,25 | Marta Domínguez (ESP)                                                       | 8:42,12  | Meseret Defar (ETH)                                                          | 8:42,58 |
| 60 m garduri         | Gail Devers (USA)                                                            | 7,81    | Glory Alozie (ESP)                                                          | 7,90     | Melissa Morrison (USA)                                                       | 7,92    |
| Ștafetă 4×400 m      | Rusia · Natalia Antiuh · Iulia Pecionkina · Olesia Zâkina · Natalia Nazarova | 3:28,45 | Jamaica · Ronetta Smith · Catherine Scott · Sheryl Morgan · Sandie Richards | 3:31,23  | Statele Unite · Monique Hennagan · Meghan Addy · Brenda Taylor · Mary Danner | 3:31,69 |
| Săritura în înălțime | Kajsa Bergqvist (SWE)                                                        | 2,01    | Elena Elesina (RUS)                                                         | 1,99     | Anna Cicerova (RUS)                                                          | 1,99    |
| Săritura cu prăjina  | Svetlana Feofanova (RUS)                                                     | 4,80 RM | Elena Isinbaeva (RUS)                                                       | 4,60     | Monika Pyrek (POL)                                                           | 4,45    |
| Săritura în lungime  | Tatiana Kotova (RUS)                                                         | 6,84    | Inesa Kraveț (UKR)                                                          | 6,72     | Maurren Maggi (BRA)                                                          | 6,70    |
| Triplusalt           | Ashia Hansen (GBR)                                                           | 15,01   | Françoise Mbango Etone (CMR)                                                | 14,88 RN | Kéné Ndoye (SEN)                                                             | 14.72   |
| Aruncarea greutății  | Irina Korjanenko (RUS)                                                       | 20,55   | Nadzeia Astapciuk (BLR)                                                     | 20,31    | Astrid Kumbernuss (GER)                                                      | 19,86   |
| Pentatlon            | Carolina Klüft (SWE)                                                         | 4933    | Natallia Sazanovici (BLR)                                                   | 4715     | Marie Collonvillé (FRA)                                                      | 4644    |

* Atleta a participat doar la calificări, dar a primit o medalie.

## Clasament pe medalii
| Loc   | Țară                       | Aur | Argint | Bronz | Total |
| ----- | -------------------------- | --- | ------ | ----- | ----- |
| 1     | Statele Unite ale Americii | 9   | 3      | 3     | 15    |
| 2     | Rusia                      | 5   | 5      | 2     | 12    |
| 3     | Suedia                     | 4   | –      | –     | 4     |
| 4     | Regatul Unit               | 2   | 3      | 2     | 7     |
| 5     | Etiopia                    | 2   | –      | 1     | 3     |
| 5     | Franța                     | 2   | –      | 1     | 3     |
| 7     | Spania                     | 1   | 4      | 1     | 6     |
| 8     | Germania                   | 1   | 1      | 2     | 4     |
| 9     | Jamaica                    | 1   | 1      | 1     | 3     |
| 10    | Mozambic                   | 1   | –      | –     | 1     |
| 11    | Belarus                    | –   | 2      | 1     | 3     |
| 12    | Camerun                    | –   | 2      | –     | 2     |
| 14    | Kenya                      | –   | 1      | 2     | 3     |
| 14    | Bahamas                    | –   | 1      | 1     | 2     |
| 14    | Cuba                       | –   | 1      | 1     | 2     |
| 14    | Ucraina                    | –   | 1      | 1     | 2     |
| 17    | Austria                    | –   | 1      | –     | 1     |
| 17    | Danemarca                  | –   | 1      | –     | 1     |
| 17    | Sfântul Kitts și Nevis     | –   | 1      | –     | 1     |
| 20    | Polonia                    | –   | –      | 2     | 2     |
| 21    | Brazilia                   | –   | –      | 1     | 1     |
| 21    | Cehia                      | –   | –      | 1     | 1     |
| 21    | China                      | –   | –      | 1     | 1     |
| 21    | Irlanda                    | –   | –      | 1     | 1     |
| 21    | Maroc                      | –   | –      | 1     | 1     |
| 21    | Țările de Jos              | –   | –      | 1     | 1     |
| 21    | Senegal                    | –   | –      | 1     | 1     |
| 21    | Slovenia                   | –   | –      | 1     | 1     |
| Total | Total                      | 28  | 28     | 29    | 85    |

## Participarea României la campionat
11 atleți au reprezentat România.
- Elena Antoci – 1500 m - locul 6
- Ioan Vieru – 400 m - locul 8
- Marian Oprea – triplusalt - locul 8
- Cristina Grosu – 3000 m - locul 8
- Adelina Gavrilă – triplusalt - locul 8
- Oana Pantelimon – înălțime - locul 9
- Maria Cioncan – 1500 m - locul 16
- Adelina Gavrilă – triplusalt - locul 15

Și Bogdan Țăruș (locul 6), Ștefan Vasilache și Gheorghe Gușet au participat dar au fost descalificați ulterior. Au fost acuzați că și-au falsificat rezultatele obtinuțe cu o saptămână înainte pentru a participa la Campionatul Mondial.

## Participarea Republicii Moldova la campionat
Un atlet a reprezentat Republica Moldova.
- Vladimir Letnicov – triplusalt - locul 9